# 格雷迪鎮區 (北卡羅萊納州彭德縣)
格雷迪鎮區（英語：Grady Township）是位於美國北卡羅萊納州彭德縣的一個鎮區。

## 地方資料
格雷迪鎮區的面積為133.64平方千米，皆為陸地。根據2020年美國人口普查的數據，當地共有人口2227人，而人口密度為每平方千米16.66人。